# Adapazarı
Adapazarı (ook wel Sakarya genoemd) is een stad in het noordwesten van Turkije en de hoofdstad van de provincie Sakarya. De provincie zelf heette oorspronkelijk ook Adapazarı. De stad is een onderdeel van de Marmararegio, wat de dichtstbevolkte regio van het land is. In 2012 had de stad een bevolking van 244.748 inwoners.

## Geografie

### Topografie
Adapazarı ligt in het oosten van de Marmararegio en grenst in het noorden aan de Zwarte Zee. De stad bevindt zich in het Sakarya Ovası wat een zeer uitgestrekt landschap is zonder gebergtes. Adapazarı ligt net ten westen van de rivier de Sakarya en enkele kilometers ten noordoosten van het Meer van Sapanca. Verder grenst het aan de provincies Kocaeli in het westen, Bolu en Düzce in het oosten en Bilecik in het zuiden.

### Klimaat
Adapazarı heeft een vochtig subtropisch klimaat (Köppen CFA), met aanzienlijke continentale invloeden. De zomers zijn warm en zeer vochtig, en de gemiddelde maximumtemperatuur ligt rond de 29 °C in juli en augustus, alhoewel de temperaturen meestal hoger dan 30 °C zijn. De winters zijn koel en vochtig, waarbij de laagste gemiddelde minimumtemperatuur rond de 3 °C ligt. Verder is de neerslag in Adapazarı vrij hoog en gelijkmatig verspreid over het hele jaar.

## Verkeer en vervoer
Historisch gezien was de stad gelegen aan de oude militaire route van Istanboel naar het oosten en is sinds het einde van de negentiende eeuw door middel van een aftakking verbonden met de Anatolische spoorlijn.

## Economie
In Adapazarı bevindt zich een grote autofabriek, die in het bezit is van Toyota. Een van de belangrijkste fabrikant van bussen en militaire voertuigen, genaamd Otokar bevindt zich in Sakarya. Andere belangrijke industrieën in de stad en de provincie zijn textielfabrieken voor de zijde en linnen producten. Landbouw en bosbouw vormen ook een belangrijk onderdeel van de economie van de stad, met de productie van tabak, hazelnoten (Fındık variant), walnoothout, cocons en groenten. Adapazari is dan ook een van de belangrijkste industriële steden van Turkije.
De infrastructuur van de stad is drastisch veranderd na de katastrofisch aardbeving, die plaatsvond op 17 augustus 1999. Ter nagedachtenis van de aardbeving heeft de gemeente een museum van de aardbeving in het centrum van de stad gebouwd.

## Sport
De stad staat bekend om de betaaldvoetbalclub Sakaryaspor, die zijn wedstrijden afwerkt in het Sakarya Atatürkstadion. De zeer bekende Turkse international Hakan Şükür is geboren in Adapazarı en zijn loopbaan is ook hier begonnen. Niet alleen Şükür is hier geboren en begonnen met zijn voetballoopbaan, maar bijvoorbeeld ook de jongere voetballer Tuncay Şanlı.

## Partnersteden
- Delft (Nederland)
- Sjoemen (Bulgarije)
- Louisville (Kentucky) (Verenigde staten)
- Soechoemi (Georgië)

## Geboren
- Ogün Altıparmak (1938-2025), voetballer
- Yılmaz Vural (1953), voetballer
- Oğuz Çetin (1963), voetballer
- Semih Saygıner (1964), biljardspeler
- Aykut Kocaman (1965), voetballer
- Hakan Şükür (1971), voetballer
- Orhan Ak (1979), voetballer
- Tuncay Şanlı (1982), voetballer
- Kenan Sofuoğlu (1984), motorrijder
- Atilla Karaoğlan (1986), voetbalscheidsrechter
- Musa Sinan Yılmazer (1987), voetballer
- Yaser Yıldız (1988), voetballer
- Furkan Aydın (1991), voetballer

- Bibliothèque nationale de France: cb155103164 (data)
- Gemeinsame Normdatei: 4212000-7
- Nationale Bibliotheek van Tsjechië: ge1157476
- Virtual International Authority File: 243052188
- WorldCat: E39PBJxd49tbqRY7yCbKpYtdwC

Adana · Ankara · Antalya · Aydın · Balıkesir · Bursa · Denizli · Diyarbakır · Gaziantep · Kayseri · Mersin · Istanbul · İzmir · İzmit · Konya · Şanlıurfa
Adapazarı · Antiochië (Antakya) · Erzurum · Eskişehir · Kahramanmaraş · Malatya · Manisa · Mardin · Muğla · Altınordu · Samsun · Tekirdağ · Trabzon · Van
Adıyaman · Afyonkarahisar · Ağrı · Akhisar · Aksaray · Alanya · Batman · Bolu · Çanakkale · Ceyhan · Çorlu · Çorum · Darıca · Derince · Düzce · Edirne · Elazığ · Erzincan · Gebze · Giresun · İnegöl · İskenderun · Isparta · Karabük · Karaman · Kırıkkale · Kırşehir · Körfez · Kütahya · Lüleburgaz · Nazilli · Niğde · Osmaniye · Rize · Siirt · Sivas · Tarsus · Tokat · Turgutlu · Uşak · Yalova ·  Zonguldak